# Platenhörn
Platenhörn ist ein Ortsteil der Gemeinde Witzwort im Kreis Nordfriesland. Es liegt in der Nähe von Husum. Mit dem Neubau der 1887 vollendeten Marschbahn zwischen Altona und Tondern bekam Platenhörn einen Bahnanschluss, der später von der Bahnlinie Husum–Bad St. Peter-Ording als Haltepunkt genutzt wurde. Dieser ist inzwischen aufgelassen.
Platenhörn war wie die gesamte Südermarsch nie besonders dicht besiedelt. So wurde 1786 ein Gebäude bei Plattenhörn erwähnt (bei insgesamt acht Gebäuden in der Südermarsch).

## Quelle
- Hans Knutz, Chronik von Witzwort. Herausgeber: Gemeinde Witzwort/Hans-Ulrich Meyer, Witzwort, 1983.

Koordinaten: 54° 26′ N, 9° 3′ O